# Де Воллі?
Де Воллі? (англ. Where's Wally?) — британська серія дитячих книг-головоломок, створена англійським ілюстратором Мартіном Гендфордом. Книги складаються з низки докладних ілюстрацій із зображенням декількох десятків людей, що займаються різними справами у певному місці. Завданням читачів є знайти персонажа на ім'я Воллі, який ховається серед людей.
Воллі одягнений у смугасту червоно-білу сорочку, таку ж шапку з помпоном та окуляри. Інколи Воллі втрачає свої речі, наприклад, книги, які теж потрібно знайти на зображенні. Пізніше автори додали на ілюстрації інші персонажі, яких потрібно знайти.
У книгах, які вийшли у США та Канаді персонаж Воллі (Wally) зветься Валдо (Waldo), у Франції — Шарль (Charlie), у Норвегії — Віллі, у Фінляндії - Валлу (Vallu), у Німеччині - Вольтер (Walter), а в Данії — Хольгер (Holger).